# Gammel Dansk
Gammel Dansk Bitter Dram (v překladu: starý dánský hořký nápoj) je dánský národní alkoholický nápoj, řadící se mezi kořeněné bittery. Lihovina má svůj původ v Dalby blízko Roskilde na hlavním dánském ostrově Sjælland.
Nápoj tvoří koření, ovoce a byliny téměř z celého světa, jako je zázvor, badyán, pelyněk a různé druhy bobulovin. Obsahuje 38 % alkoholu.